# Hugo Pérez (Fußballspieler, 1963)
Hugo Ernesto Pérez Granados (* 8. November 1963 im Departamento Morazán, El Salvador) ist ein ehemaliger Fußballspieler und -trainer. 2021 bis 2023 trainierte er die Salvadorianische Nationalmannschaft.
Während seiner 14-jährigen Karriere spielte er professionell in den USA, Frankreich, Schweden, Saudi-Arabien und seiner Heimat El Salvador. Obwohl er in El Salvador geboren wurde, erhielt er als Jugendlicher die US-Staatsbürgerschaft und bestritt zwischen 1984 und 1994 73 Länderspiele für die US-Nationalmannschaft, in denen er 16 Tore erzielte. Er war Mitglied der US-Mannschaft, sowohl bei den Olympischen Sommerspielen 1984, als auch bei den Olympischen Sommerspielen und 1994 bei der FIFA-Weltmeisterschaft. Er war 1991 US-Fußballsportler des Jahres und wurde 2008 in die National Soccer Hall of Fame aufgenommen.

## Jugend
Pérez wurde in El Salvador geboren, wo sowohl sein Großvater als auch sein Vater professionell für C.D. FAS spielten, der Verein, bei dem Pérez seine Karriere beenden würde. Mit elf Jahren wanderte er mit seiner Familie in die USA aus und erhielt Mitte der 1980er Jahre die US-amerikanische Staatsbürgerschaft. Er entschied sich, auf das College zu verzichten.

## Karriere als Spieler
1982 unterschrieb Pérez bei den Los Angeles Aztecs der NASL. Er verbrachte auch Zeit bei den Tampa Bay Rowdies, bevor er zu den San Diego Sockers wechselte. 1988 war er der MVP der Meisterschaft, als die Sockers die MISL-Meisterschaft gewannen. In diesem Sommer wechselte er während der Saisonvorbereitung des Teams zu Ajax Amsterdam. Ajax-Trainer Johan Cruyff bekundete Interesse, ihn zu verpflichten, doch die Sockers weigerten sich, Pérez freizugeben. 1989 spielte er für die Los Angeles Heat der Western Soccer Alliance.
Cruyff versuchte dann, 1990 einen Transfer von Pérez zum italienischen Klub AC Parma herbeizuführen. Jedoch bedurfte es einer Teilnahme an der Weltmeisterschaft 1990 von Pérez, um eine Arbeitserlaubnis zu erhalten. Pérez war zunächst Teil des Kaders, aber als US-Trainer Bob Gansler ihn aus verletzungsbedingten Gründen ausschloss, scheiterte der Wechsel nach Italien. Stattdessen zog Pérez nach Frankreich, wo er für Red Star Paris spielte. Von Frankreich wechselte Pérez zum schwedischen Erstligisten Örgryte IS und dann zum saudi-arabischen Erstligisten Al-Ittihad.
1994 kehrte er in die Vereinigten Staaten zurück und nahm an der Weltmeisterschaft 1994 teil und spielte anschließend für die Los Angeles Salsa der American Professional Soccer League. Am Ende der Saison 1994 wechselte der Mittelfeldspieler erneut zu C.D. FAS. In beiden Jahren mit Pérez im Verein gewann C.D. FAS die El-Salvador-Meisterschaft. 1996 zog er sich vom Profifußball zurück.

## Nationalmannschaft
Pérez war Mitglied des amerikanischen Kaders, der an der FIFA-Jugendweltmeisterschaft 1983 und den Olympischen Sommerspielen 1984 teilnahm. Er half den USA auch dabei, sich für die Olympischen Sommerspiele 1988 und für die FIFA-Weltmeisterschaft 1990 zu qualifizieren, die er jedoch verpasste, als er sich bei einem Spiel für Red Star Paris, einen französischen Zweitligisten, einen Bänderriss zuzog. Er wurde 1991 zum US-Fußballsportler des Jahres ernannt. Zwischen 1984 und 1994 bestritt er 73 Länderspiele für die USA, in denen er 13 Tore erzielte. Bei der Weltmeisterschaft 1994 spielte Pérez im Achtelfinalspiel gegen Brasilien.

## Nach der Karriere
Nachdem er sich vom Spielen zurückgezogen hatte, zog Pérez in die Gegend von San Francisco, wo er als Direktor der Living Hope Christian School fungierte. Am 10. März 2008 wurde Pérez in die National Soccer Hall of Fame gewählt. Er ist der Onkel des U-23-Spielers Joshua Pérez von UD Ibiza und El Salvador.

## Karriere als Trainer
Im August 2002 wechselte er als Co-Trainer der Herren-Fußballmannschaft der University of San Francisco. Am 7. Dezember 2007 gab California Victory, ein Expansions-Franchise der USL First Division, bekannt, dass Pérez als Co-Trainer zu seinem Team dazustoßen wird.

### Vereinigte Staaten U-15
Pérez war vom 7. August 2012 bis zum 23. August 2014 Trainer der U15. Danach trat er zurück.

### El Salvador
Nachdem Albert Roca im Juli 2015 als Trainer von El Salvador zurückgetreten war, bekundete Pérez erneut sein Interesse, El Salvador zu trainieren. Am 21. August 2015 wurde bekannt gegeben, dass Pérez als neuer Co-Trainer von El Salvador für Jorge Rodríguez verpflichtet wird. Im April 2021 wurde Pérez, nachdem er die U23-Nationalmannschaft von El Salvador trainiert hatte, zum Cheftrainer der A-Nationalmannschaft ernannt. Damit war er der erste Amerikaner, der El Salvador nach 91 Jahren trainierte. Unter seiner Leitung begann El Salvador, in den USA geborene Spieler salvadorianischer Eltern zu rekrutieren. Die später ein Viertel ihres WM-Qualifikationsteams im Jahr 2021 ausmachten. Nach der 2:3-Niederlage gegen Trinidad und Tobago, bei der CONCACAF Nations League 2023/24, wurde Pérez am 11. September 2023 entlassen.

## Privatleben
Sein Neffe Joshua Pérez ist ebenfalls ein professioneller Fußballspieler, der für den amerikanischen Verein Tampa Bay Rowdies spielt.